# Atarba subdentata
Atarba subdentata är en tvåvingeart som beskrevs av Alexander 1952. Atarba subdentata ingår i släktet Atarba och familjen småharkrankar.
Artens utbredningsområde är Bolivia. Inga underarter finns listade i Catalogue of Life.